# 冷蔵庫による事故死
冷蔵庫による事故死（れいぞうこによるじこし）について述べる。
この原因は、冷蔵庫や冷凍庫のような機器の中での窒息である。 構造上、このような機器は閉鎖時の機密性が高く、間違えて中に入ると酸素の供給がすぐに途絶えてしまう。 古い冷蔵庫は外側からしか扉が開かない構造になっており、廃棄された冷蔵庫で遊んでいた子供が死亡する、などの事故が数件報告されている。 磁気によって開閉を行う最近の冷蔵庫は、内側からも扉を開くことができるので、事故の危険性が低い。

## アメリカでの事例
1956年に冷蔵庫安全法が制定されるまで、このような子供の死亡事故は広く認知されていなかった。そのため、放置された冷蔵庫の中で遊び、事故に遭う子供が後を絶たなかった。 このような状況に対して人々は最初に、冷蔵庫を放置しないこと、使用されていない冷蔵庫のドアから離れることを注意喚起した。ひとつの事例としてオクラホマ州では、子供たちの遊び場に掛け金式の冷蔵庫を放置することを重罪とする州法を制定した。1950年代後半には、放置された冷蔵庫を探し出し、そのドアをはずして鍵を壊す人々が現れた。 しかし、この取り組みでは不十分で、発見されなかった冷蔵庫の中で死亡する子供たちが後を絶たなかった。これにより、冷蔵庫の開閉方法の改善を義務付ける法律が制定された。この法律が制定された1958年10月31日以降のアメリカでは、掛け金式の冷蔵庫に代わって、すべての冷蔵庫が磁気開閉式となった。
冷蔵庫による窒息死の件数は、法律制定後、統計的にも著しく減少している。
子供の家庭用の機器の中での事故は広く知られるようになった。 少なくとも1954年初頭には、冷蔵庫内の気密性を安全に高める方法が考案されている。例えば、フランシス・P・バークレイによって申請された特許2767011が1956年に登録されている。
冷蔵庫安全法はアメリカ合衆国法律集第15項12111214番に編纂されている。
カリフォルニア州やワシントン州など、各州も似た法律を制定している。

## 日本での事例
日本では1967年6月15日に大阪市生野区で業者によって空き地に放置されていた営業用の冷蔵庫で子ども3人（小学生と保育園児2人）が窒息死する事故が発生している。
1987年8月25日、三重県志摩町の水産加工場の一角にあるコンクリート製の冷蔵庫の中で、男子中学生2人が閉じ込められた状態で窒息死しているのが発見された。

## アフリカでの事例
2013年9月13日には南アフリカ北西州のアタメラングで、廃棄されていた冷蔵庫で子ども3人が亡くなる事故が発生している。
2024年5月、南アフリカのハウテン州ハイデルバーグにある大手スーパー「ショップライト」で、チョコレートバーを万引きした3人のうちの2人が警備員に捕まり、店の冷蔵倉庫に閉じ込められた。男性たちは11時間ほど閉じ込められ、1人が死亡した。万引き犯を冷蔵庫に入れることが過去にも何度かあったが30分ほどで解放しており、11時間なのは閉じ込めたまま忘れられた可能性があるとされる。
2024年9月16日、ナミビアの北東部ザンベジ州で、隠れんぼをしていた3〜6歳の子供4人が、放置されていた冷凍庫の中に隠れ1時間半閉じ込められ窒息死した。2人は発見時に死亡、残りの2人は搬送先の病院で死亡。冷凍庫に隠れたあとにフックが誤ってかかり中から出られなくなったとされる。